# سورملي علي باشا
سورملي علي باشا (بالتركية: Sürmeli Ali Paşa)‏ كان الصدر الأعظم للدولة العثمانية في الفترة ما بين 13 مارس 1694 حتى 22 أبريل 1695 , في فترة حكم السلطان أحمد الثاني و السلطان مصطفى الثاني.

## وفاته
تُوفي في 29 مايو 1695 معدما بمدينة أدرنة بأمر من السلطان مصطفى الثاني. 